# سیارک ۳۷۰۳
سیارک ۳۷۰۳ (به انگلیسی: 3703 Volkonskaya، نامگذاری:1978PU3) سه هزار و هفتصد و سومین سیارک کشف شده‌است که در ۹ اوت ۱۹۷۸ کشف شد.
قدر مطلق سیارک برابر ۱۴٫۳۰ است.